# Rhyparus
Rhyparus (лат. , от др.-греч. ῥῠπᾰρός «грязный, нечистый») — пантропический род жуков из подсемейства афодиин внутри семейства пластинчатоусых. Известно около 60 видов.

## Описание
Длина тела имаго 3,1—5,4 мм. Тело жуков продолговатое, почти параллельное; окрашено в тёмные тона; нередко спинную сторону покрывает матовая корочка, которая скрывает детали скульптуры. На переднеспинке имеются шесть продольных килей и поперечная вмятина на боках. Щиток невидимый. На каждом из надкрылий есть по четыре продольных киля и поперечный бугорок у их вершины. Передние голени снаружи с одним-двумя вершинными зубцами.

## Экология
Имаго являются сапрофагами. Живут в гнёздах муравьёв и термитов. В ночное время суток летят на искусственный источник света.

## Виды
В состав рода включены следующие виды:
- Rhyparus adebratti Bordat, 1996
- Rhyparus anneae Stebnicka, 1998
- Rhyparus approximans Fairmaire, 1893
- Rhyparus azumai Nakane, 1956
- Rhyparus birmanicus Fairmaire, 1897
- Rhyparus blantoni Cartwright & Woodruff, 1969 — Панама
- Rhyparus breviceps Paulian, 1984
- Rhyparus burckhardti Paulian, 1989
- Rhyparus chinensis Balthasar, 1952
- Rhyparus clavipes Arrow, 1935
- Rhyparus comorianus Fairmaire, 1896
- Rhyparus costaricensis Cartwright & Woodruff, 1969 — Коста-Рика, Мексика
- Rhyparus danielssoni Bordat, 1996
- Rhyparus denieri Martinez, 1950 — Боливия
- Rhyparus dentatus Fairmaire, 1896
- Rhyparus denticollis Fairmaire, 1893
- Rhyparus desjardinsi Westwood, 1845
- Rhyparus edieae Stebnicka, 1998
- Rhyparus gracilis Arrow, 1905
- Rhyparus helophoroides Fairmaire, 1893
- Rhyparus henryi Stebnicka, 1998
- Rhyparus ironensis Stebnicka & Howden, 1996
- Rhyparus isidroi Cartwright & Woodruff, 1969 — Коста-Рика
- Rhyparus kinabalu Paulian, 1989
- Rhyparus kitanoi Miyake, 1982
- Rhyparus klapperichorum Paulian, 1983
- Rhyparus magnus Schmidt, 1911
- Rhyparus mexicanus Cartwright & Woodruff, 1969 — Мексика
- Rhyparus micros Bordat, 1996
- Rhyparus minor Paulian, 1989
- Rhyparus mokaiensis Stebnicka, 1998
- Rhyparus multipunctatus Paulian, 1984
- Rhyparus nepalensis Balthasar, 1971
- Rhyparus nilgirensis Arrow, 1909
- Rhyparus obsoletus Fairmaire, 1893
- Rhyparus occidentalis Paulian, 1990
- Rhyparus octovirgatus Schmidt, 1916
- Rhyparus opacus Cartwright & Woodruff, 1969 — Мексика
- Rhyparus peninsularis Arrow, 1905
- Rhyparus philippinensis Arrow, 1905
- Rhyparus pseudominor Bordat, 1996
- Rhyparus rugatus Arrow, 1935
- Rhyparus saundersi Pascoe, 1866
- Rhyparus schachti Balthasar, 1971
- Rhyparus sculpturatus Cartwright & Woodruff, 1969 — Коста-Рика
- Rhyparus sepikensis Stebnicka, 1998
- Rhyparus sinewitensis Stebnicka, 1998
- Rhyparus sogai Paulian, 1959
- Rhyparus spangleri Cartwright & Woodruff, 1969 — Коста-Рика
- Rhyparus spilmani Cartwright & Chalumeau, 1977 — Доминика, Гваделупа
- Rhyparus striatus Arrow, 1935
- Rhyparus sumatrensis Fairmaire, 1893
- Rhyparus suspiciosus Cartwright & Woodruff, 1969 — Коста-Рика
- Rhyparus suturalis Schmidt, 1911
- Rhyparus verrucosus Schmidt, 1916
- Rhyparus xanthi Frivaldzsky, 1883
- Rhyparus zayasi Cartwright & Woodruff, 1969